# Belchite
Belchite es un municipio de la provincia de Zaragoza en Aragón en España, situado a 49 km de la capital. Tiene una población de 1.530 habitantes (INE, 2023) y 273,58 km² de extensión. Es la cabeza de la comarca conocida como "Campo de Belchite".
Es conocido por haber sido escenario de una de las batallas simbólicas de la guerra civil española, la batalla de Belchite. Como consecuencia de los enfrentamientos, el pueblo fue destruido. En lugar de su reconstrucción, el régimen del dictador Francisco Franco decidió crear un pueblo nuevo al lado (hoy conocido como pueblo nuevo), dejando intactas las ruinas del anterior como recuerdo de la guerra civil española y de lo que se consideraron excesos del bando vencido. El conjunto, hoy en día abandonado y en parte cerrado al paso de personas, se conoce como pueblo viejo de Belchite. Tiene los títulos de "muy noble, leal y heroica villa", y ostenta la Cruz laureada de San Fernando que Franco le otorgó.

## Geografía
Es una de las zonas más áridas de Aragón. El río recibe el nombre de Aguasvivas.

## Historia
Los primeros testimonios humanos en el territorio municipal de Belchite se hallan en la cueva de los Encantados y se remontan a la Edad del Bronce Antiguo y Medio, pero hasta la Edad del Hierro no hay constancia de presencia humana relevante. Es a finales de la Edad del Hierro cuando se producen asentamientos importantes.
Se ha asociado Belchite al asentamiento de "Belia" nombrado por Ptolomeo, asentamiento de la etnia ibera de los Sedetanos, aunque no hay pruebas fehacientes de ello, ya que se ha realizado la asociación por la mera homofonía. También se ha establecido posible relación con la ciudad y ceca de Belikiom, que se ubicaba en el entorno del río Aguas Vivas. Los estudios más recientes, realizados en la primera década del siglo XXI, apuntan a la relación de Belchite con el asentamiento de Belgeda, ciudad celtíbera que Apiano nombra en el año 93 a. C. por el hecho de que sus habitantes asesinaron a sus dirigentes por haberse mostrado favorables a Roma. También se hace referencia a ella en la crónica de Orosio de la conquista realizada por Pompeyo en el año 75-76 a. C. del valle del Ebro. Las evidencias históricas establecen en el entorno de la actual Belchite un asentamiento celtíbero de algún grupo étnico denominado Bel-. La presencia romana queda evidenciada por el yacimiento del cerro del Pueyo, cuya cronología no es anterior a mediados o finales del siglo I a. C.
(I) Del erudito historiador de los siglos XVIII-XIX don Miguel Cortés llega la siguiente información:
"BELLIA... Sylburg en sus notas al citado Dioniosio [de Halicarnasos] dice, que la voz Helia o Velia, o Bellia trae su origen del griego [eleos] ελεος ,que significa tierra de pantanos y lagunas; y yo creo que las debe de haber en Lagata cerca de Belchite...".
Velia y Bellia se aproximan a Belchite (gr. chytes, χύτης fundidor; al parecer en el yacimiento del cerro del Pueyo se han localizado hornos) y Velilla, topónimo este último difundido en gran parte de la península ibérica y que, generalmente, incluye en su territorio zonas de humedales. (II)
De (I) a (II) datos del ensayo Vástagos de Hércules, pendiente de edición.

### Edad Media

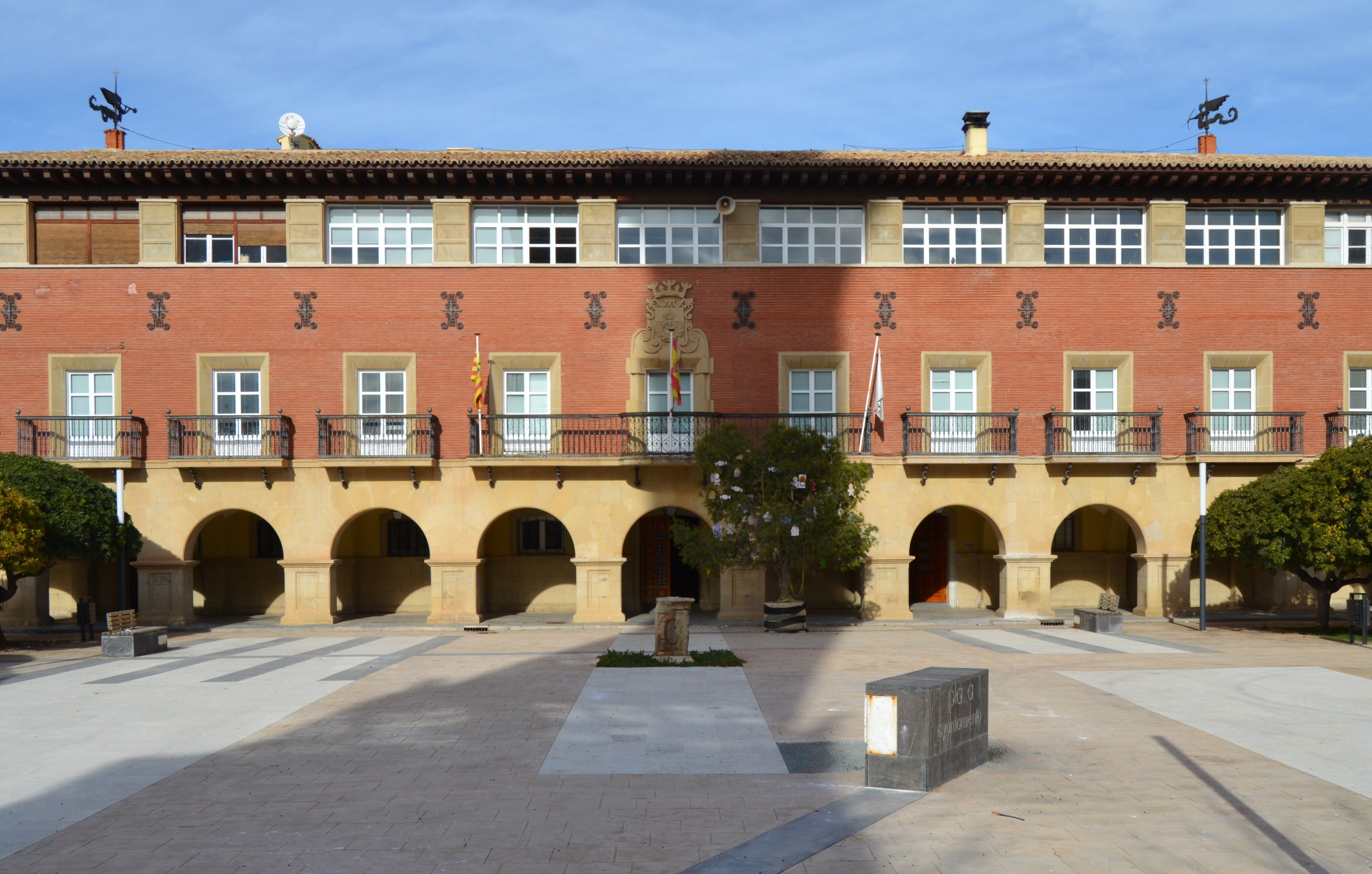
Casa consistorial

El asentamiento de Balsal o Belsid árabe perteneció hasta 1118 a la o Küra de Zaragoza. La zona, amplio distrito agrícola, fue poblada por grupos de origen bereber que estaban relacionados con la dinastía Omeya. La ubicación geográfica, controlando la ruta con Montalbán y Teruel hacia la costa y el eje Molina-Guadalajara-Toledo, así como la recuperación de la presa romana Almonacid y su acequia, permitieron un crecimiento importante de la población.
En 1117-1118 Belchite fue conquistada por Alfonso I de Aragón, el Batallador, en el contexto de las operaciones que conducirían a la conquista de la capital en diciembre de ese año. En 1119 el rey de Aragón concede al nuevo enclave aragonés un extraordinario fuero de frontera que permitía incluso a los malhechores repoblar el lugar, eximiéndoles de todas sus penas como medio de disponer de duros combatientes para una zona muy expuesta al peligro puesto que aún no había sido controlada totalmente por el Reino de Aragón. El primer señor y tenente de Belchite fue Galindo Sánchez.
En 1122 el Batallador decide crear allí la que sería la primera orden militar a imitación de la Orden del Temple, que por esas fechas estaba en proceso de militarización, la Cofradía de Belchite. Su trayectoria no fue muy prolongada, posiblemente se subsumió en la posterior orden militar de Monreal y, en todo caso, tras la desastrosa derrota de Fraga, gran parte del territorio de la frontera sur del reino volvió a caer en manos de los almorávides. Alfonso VII de León acudió al socorro de estas órdenes pioneras y las refundió en 1136 en lo que denominó la Militia Caesaraugustana. En 1143, con las concesiones derivadas de la necesidad que tenía Ramón Berenguer IV de compensar a las órdenes de Tierra Santa por el incumplimiento del testamento de Alfonso I de Aragón, serían absorbidas por la Orden del Temple.
Tras la Edad Media comienza un desarrollo económico del lugar siendo un próspero centro de producción agrícola, económico y administrativo de una amplia comarca. La población se estaba conformada por cristianos, musulmanes y judíos con un predominio claro de los moriscos que se dedicaban preferentemente a la agricultura.
La organización social medieval, bajo el señor feudal de la casa de Luna, pasó, en 1430 a estar directamente bajo la corona de Aragón pasando a ser villa de realengo. Dos años después, se convertiría en señorío secular al vendida al ducado de Hijar por la reina María, esposa de Alonso V. En el lote se incluyeron también Almonacid y la Puebla de Alborton. En 1498 Fernando I constituye el Condado de Belchite.
La población de Belchite en 1495 se sitúa en 1100 habitantes, esta población iría subiendo hasta situarse en el entorno de los 3.000 habitantes que mantendría hasta 1936. En 1611 se decreta la expulsión de los moriscos, que representaban el grueso poblacional de Belchite, y se crea una nueva carta de población con el fin de atraer nuevos vecinos.
Durante el florecimiento económico de Belchite se levantan diferentes monumentos como el arco de San Roque y el de la Villa así como diferentes iglesias (San Martín de Tours y San Juan) y conventos como el de San Rafael y el de San Agustín, el seminario menor y el santuario de Nuestra señora de Pueyo, todos ellos entre el siglo XVII y el siglo XIX hechos en ladrillo predominando el estilo mudéjar y el barroco.

### Edad Contemporánea

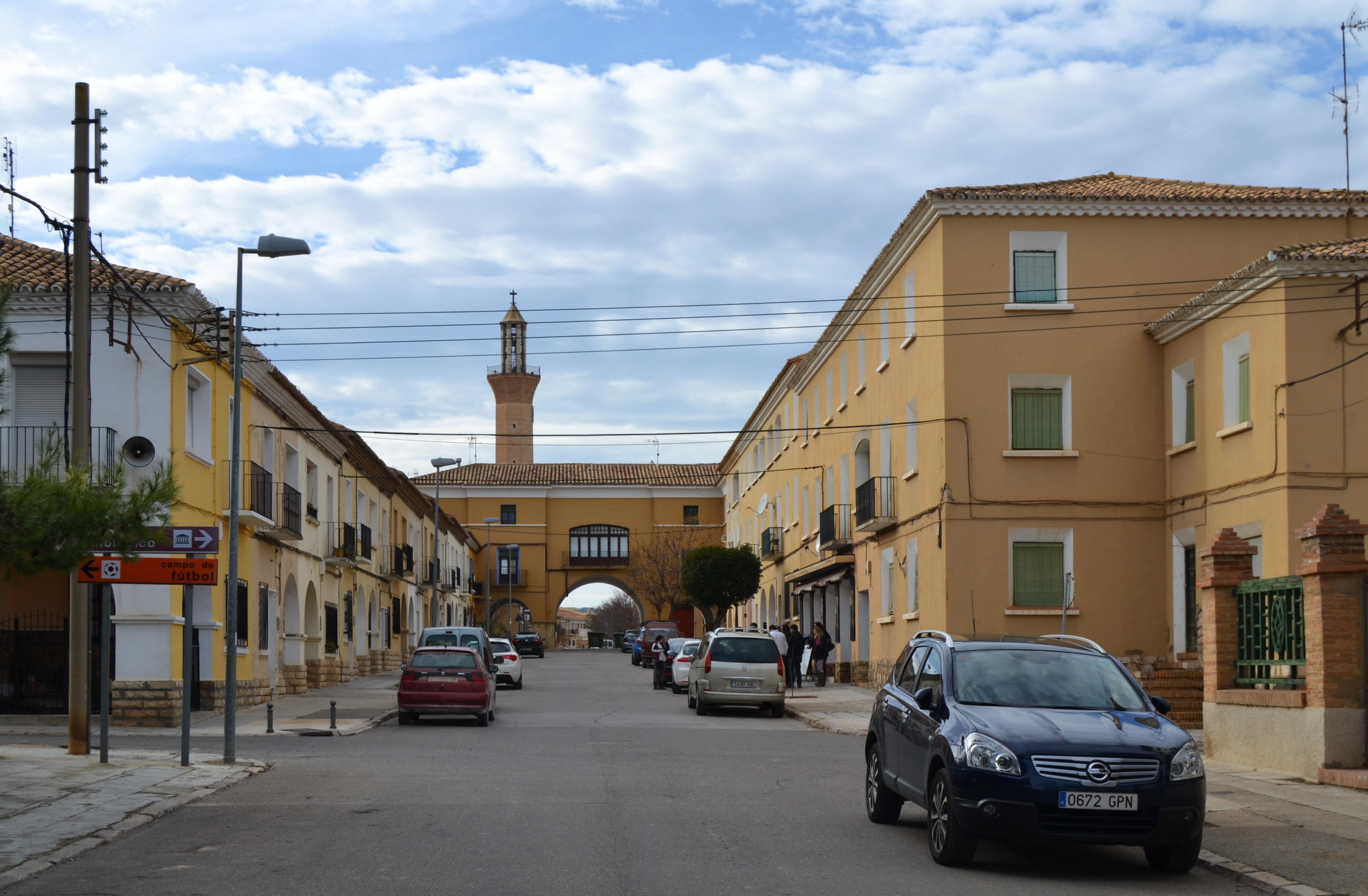
Calle de San Ramón

La llegada del siglo XIX representa para Belchite el comienzo de un largo declive. A principios del siglo XIX fue escenario de una de las batallas importantes de la guerra de la Independencia, la batalla de Belchite de 1809 que formó parte de los hechos bélicos ocurridos durante el primer Sitio de Zaragoza.
El 16 de junio de 1808 el general Palafox se asienta en Belchite para presentar un frente de guerra al ejército francés. Dos días después, el 18 de junio, comienza una batalla cuyo frente se establece entre el entorno de El Calvario hasta el Pueyo y la Puebla de Albortón donde los españoles son derrotados (victoria reflejada en el Arco del Triunfo parisino).
En 1838, dentro de las guerras carlistas se produce otra batalla en tierras de Belchite. El 4 de marzo de 1838 las tropas carlista comandadas por Juan Cabañero Esponera toman la población y se enfrentan a las liberales en el episodio conocido como la Cincomarzada en un intento de ocupar Zaragoza.
La revolución liberal implicó cambios en el sistema de propiedad de la tierra que se plasmaron mediante las desamortizaciones que hizo que la iglesia se desprendiera de mucho propiedades y que estas, lejos de redistribuirse equitativamente entre el campesinado, se acumularon en unas pocas manos arrendadas a campesinos pobres agrandando la brecha social. Hacia 1872, de nuevo se desata un nuevo enfrentamiento carlista que tiene su repercusión en la zona.

### Tiempos de la Restauración y Alfonso XIII
La última década del siglo XIX la inestabilidad de la comarca es notable produciéndose varios motines contra la autoridad municipal por el abuso en impuestos y la situación de los vecinos entre los cuales el analfabetismo estaba muy extendido y los beneficios del naciente progreso llegaban muy despacio.
El siglo XX marcó un importante hito en la historia de la villa de Belchite. Durante la guerra civil española se producen en Belchite varios episodios bélicos que culminan con la destrucción del mismo y la decisión de los golpistas de la no reconstrucción de la trama urbana existente y la construcción de un nuevo asentamiento en las cercanías del antiguo.

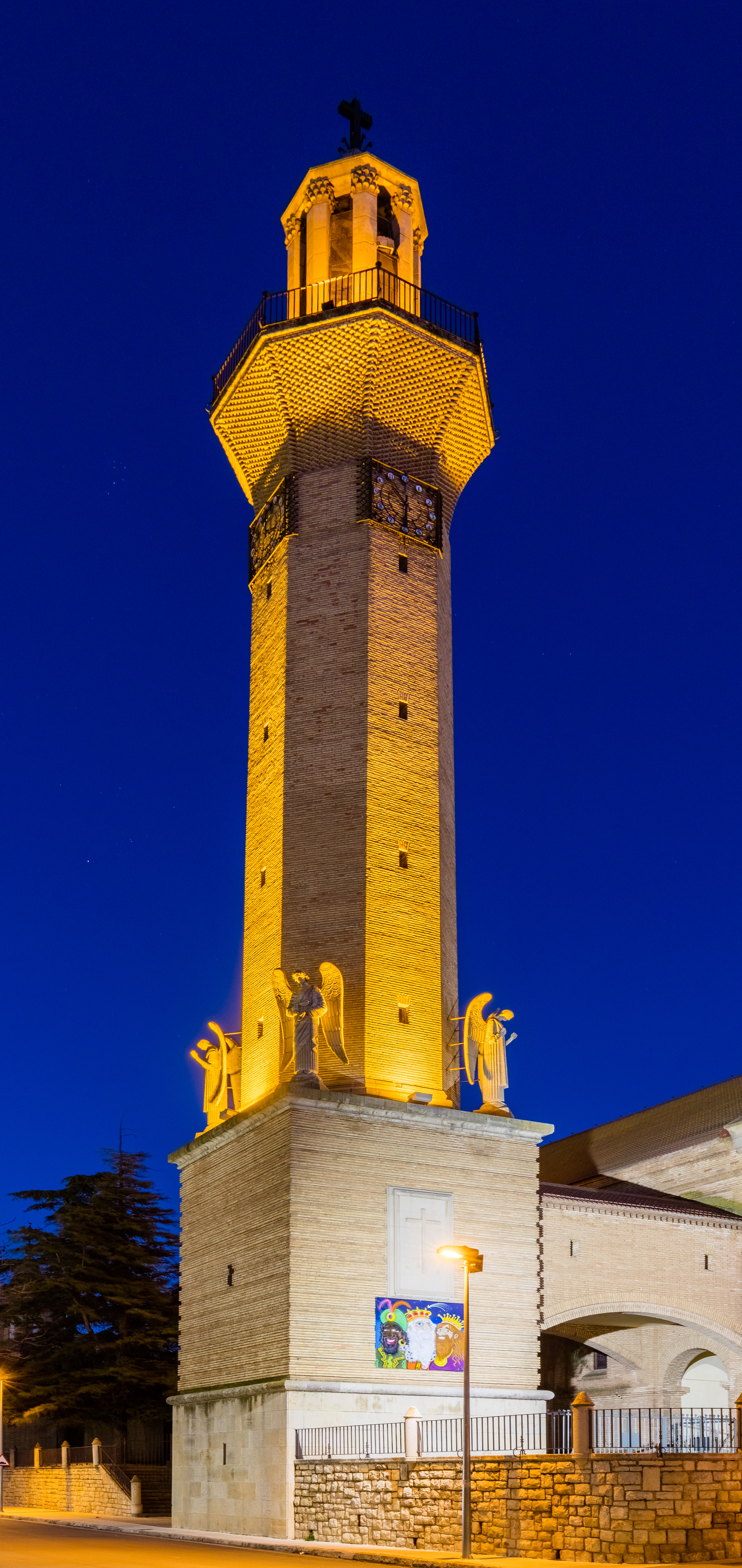
Iglesia nueva de San Martín de Tours, Belchite.

El comienzo del siglo XX marcó una estabilización y una mejora en las condiciones de vida de los habitantes de la población de Belchite. La iglesia marcaba la pauta diaria de la vida vecinal y comenzaron a crearse, a su calor, asociaciones piadosas que agrupaban, principalmente, a mujeres.
Se produce la llegada a la comarca de la energía eléctrica y se realiza el tendido de la línea férrea del ferrocarril de Utrillas, hechos, que junto con la construcción del pantano de Moneva, fueron motor de progreso para la zona. En 1906 se inaugura el alumbrado público suministrado por la empresa de Albalate del Arzobispo de “Rivera, Bernad y Compañía”.
En 1904 se construye la estación de ferrocarril de la línea que unía las minas de Utrillas con Zaragoza, lo que facilitó enormemente el comercio con la cercana capital que favoreció la producción agrícola.
El beneficio económico proporcionó un aumento poblacional relevante y una animación social que se plasmó en la creación de diferentes asociaciones, tanto profesionales como políticas, las primeras de ellas de corte católico, a partir de 1917 se crean por iniciativa de las parroquias, o de la mano de la Confederación Nacional Católico Agraria y de la Asociación de Labradores de Zaragoza asociaciones que propugnan el mejor reparto de la tierra y de los medios de producción, abriéndose paso un pensamiento obrero y su traspaso a la vida política, aunque el socialismo tardó en arraigar.
En los años veinte se construyen importantes infraestructuras, como carretera entre Belchite y Azuara y la finalización del embalse de Moneva que proporcionó en 1925 una amplia zona de regadío, que producen un crecimiento de los sectores secundarios y de servicios haciendo que la agricultura dejase de ser el único motor económico.
Se abunda en los servicios públicos y comienzan a aparecer las primeras fábricas de transformación de los productos del campo. A ese calor se desarrolla un movimiento cultural que da luz a la Revista de Occidente y el surgimiento de deportistas como Dionisio Carreras “El Campana”, o cantantes, principalmente joteros. La dictadura de Primo de Rivera hizo que la iglesia recuperase gran parte de la influencia perdida. Mariano Castillo Carrasco o Cándido Ortín, miembros del partido socialista y de su sindicato, crearon una Sociedad Obrera.

### La 2.ª República (1931-1936) y la Guerra Civil (1936-1939)
La proclamación de la Segunda República en abril de 1931 trajo una mayor laicidad a toda la vida pública que llevó, incluso, a la intervención del clero en la vida política de la población. En Belchite se pleiteó por la propiedad del "Santuario del Pueyo" entre la iglesia y el ayuntamiento. Un punto importante fue la Reforma Agraria en la que participaron activamente organizaciones como la UGT, cuyo líder en Belchite era Mariano Castillo que fue representante de los obreros en la Junta Provincial de Zaragoza para la Reforma Agraria.
Tanto en Belchite como en otras poblaciones de la comarca había un buen número de labradores propietarios y jornaleros conservadores ligados a estos que tendió a votar al partido derechista de la CEDA en las elecciones generales de 1933 y 1936. Estas personas se mostraban partidaria de los valores del orden social tradicional, el catolicismo y la propiedad.
La población de Belchite según el censo de 1935, era de 3.810 habitantes. Las tasas de analfabetismo, como en el resto de España, estaban bajando y la economía no iba mal.

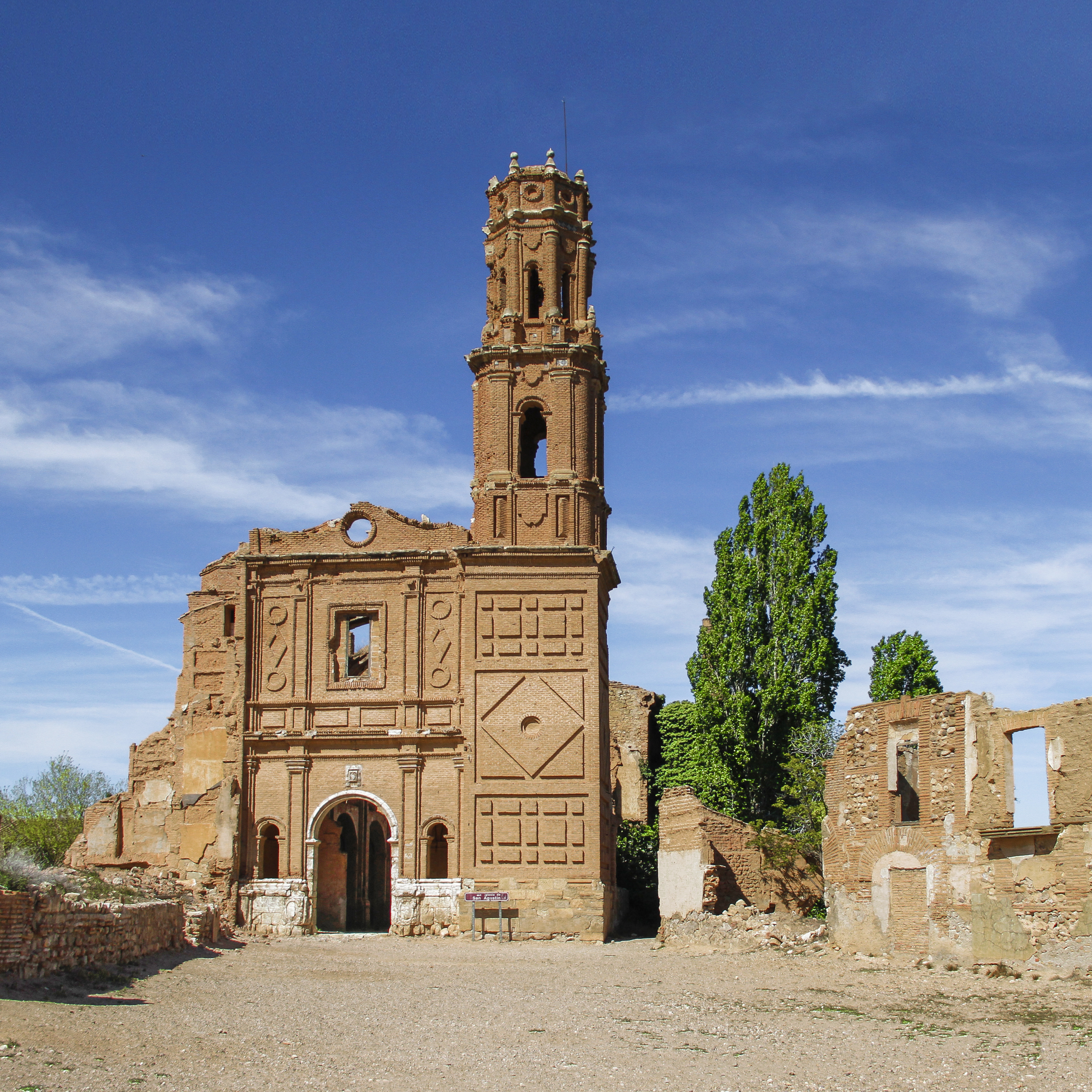
Iglesia de San Agustín.

Tras las elecciones de febrero de 1936 el PSOE se hizo con la alcaldía de Belchite al ser designado alcalde a Mariano Castillo Carrasco, al igual que en muchas localidades de Aragón. El clima de la época permitió que, tras unas elecciones generales, el Gobierno central designara diputaciones provinciales afines a la izquierda incluso en provincias donde no habían vencido, y éstas a su vez, designaran alcaldes afines en localidades donde la derecha era la opción preferida, lo que ocurrió en Belchite. En todas las elecciones de la Segunda República en Belchite resultaron ganadoras las opciones de derecha, en especial, la CEDA. El ayuntamiento, hasta ser depuesto en 1936 se componía de 9 concejales de derechas, uno republicano moderado, y otro socialista. La designación de un ayuntamiento ajeno a los resultados electorales empeoró la vida social. La población contaba entonces, según el censo de 1935, con 3.812 habitantes. El 18 de julio de 1936 se produce el fallido golpe de Estado contra el gobierno republicano que desata la Guerra Civil. En Belchite y su comarca los falangistas, japistas y la guardia civil van pueblo por pueblo deponiendo a los ayuntamientos del Frente Popular y llevándose detenidos a los izquierdistas más significados, que más tarde serían “paseados” o asesinados a las afueras. Se estima que se fusiló a un mínimo de 170 personas en los pueblos de la comarca. En Belchite es detenido el alcalde socialista designado y su familia. Mariano Castillo se suicida el 31 de julio siendo su cadáver hallado en el lugar denominado las Borderas. Su hermano y su mujer fueron también ejecutados. Junto a ellos fueron asesinados políticos, maestros como el de Samper del Salz, campesinos, jornaleros y trabajadores, incluso un alcalde puesto por los sublevados, Victorián Lafoz y Benedí, alcalde de La Puebla de Albortón al oponerse al fusilamiento de los republicanos. Tras la intervención de las autoridades nacionales se resuelve devolver la alcaldía a Ramón Alfonso Trallero, el que fuera alcalde antes de ser depuesto por la Junta Provincial de Zaragoza. 
En el año 2021 se halla una fosa común en el cementerio de Belchite con al menos 150 cadáveres de personas fusiladas en 20 de julio de 1936 por la Falange. Los arqueólogos de la asociación Mariano Castillo Carrasco, estimaron que existían alrededor de 200 cadáveres más localizados en las tapias exteriores del camposanto. En el Archivo General de Simancas se recoge el testimonio de uno de los responsables del crimen, que asegura que se ejecutó a 200 personas y 50 de ellas fueron asesinadas por él mismo. La fosa excavada, que se ubica cerca de los nichos ocupa unos 80 metros cuadrados y hay constancia de la existencia de otra de unos 20 metros cuadrados.
La población, que había sido ocupada por tropas falangistas tras el fallido golpe de Estado y el comienzo de la guerra en julio de 1936, vuelve a manos gubernamentales en septiembre de 1937. En 1938 cae definitivamente en manos franquistas.
Entre el 24 de agosto y el 6 de septiembre de 1937 se produce la denominada batalla de Belchite dentro de la ofensiva del ejército republicano destinada a la toma de Zaragoza y aliviar la presión que el frente Norte, intentando evitar la caída de Bilbao y Santander, realiza un avance con objetivo la toma de Zaragoza. Dicho avance se detuvo en Belchite y en vez de rodearlo y proseguir su avance hacia la capital, se centró en apagar un aparente pequeño foco. La batalla se convirtió en una guerra callejera que terminó con 5000 bajas entre ambos contendientes, y el pueblo destruido casi en su totalidad, permaneciendo sus ruinas sin restaurar por expreso deseo de Franco, como recuerdo para generaciones venideras de los horrores de la guerra.
El 12 de octubre de 1939 Francisco Franco firma un decreto en el que concede los títulos de Muy Noble, Leal y Heroica Villa y la distinción de la Cruz Laureada de San Fernando a Belchite. 

En lo sucesivo llevará Belchite el título de Leal, Noble y Heroica Villa. Y, además, es ordenado que se abra expediente para la concesión a sus defensores, colectivamente, de la Cruz Laureada de San Fernando. En la orden a que se refiere esa concesión se reconoce que el patriotismo y valor de los paisanos de Belchite les llevó a ponerse al lado de su guarnición, rivalizando todos, incluso mujeres y heridos, en actos de heroísmo.

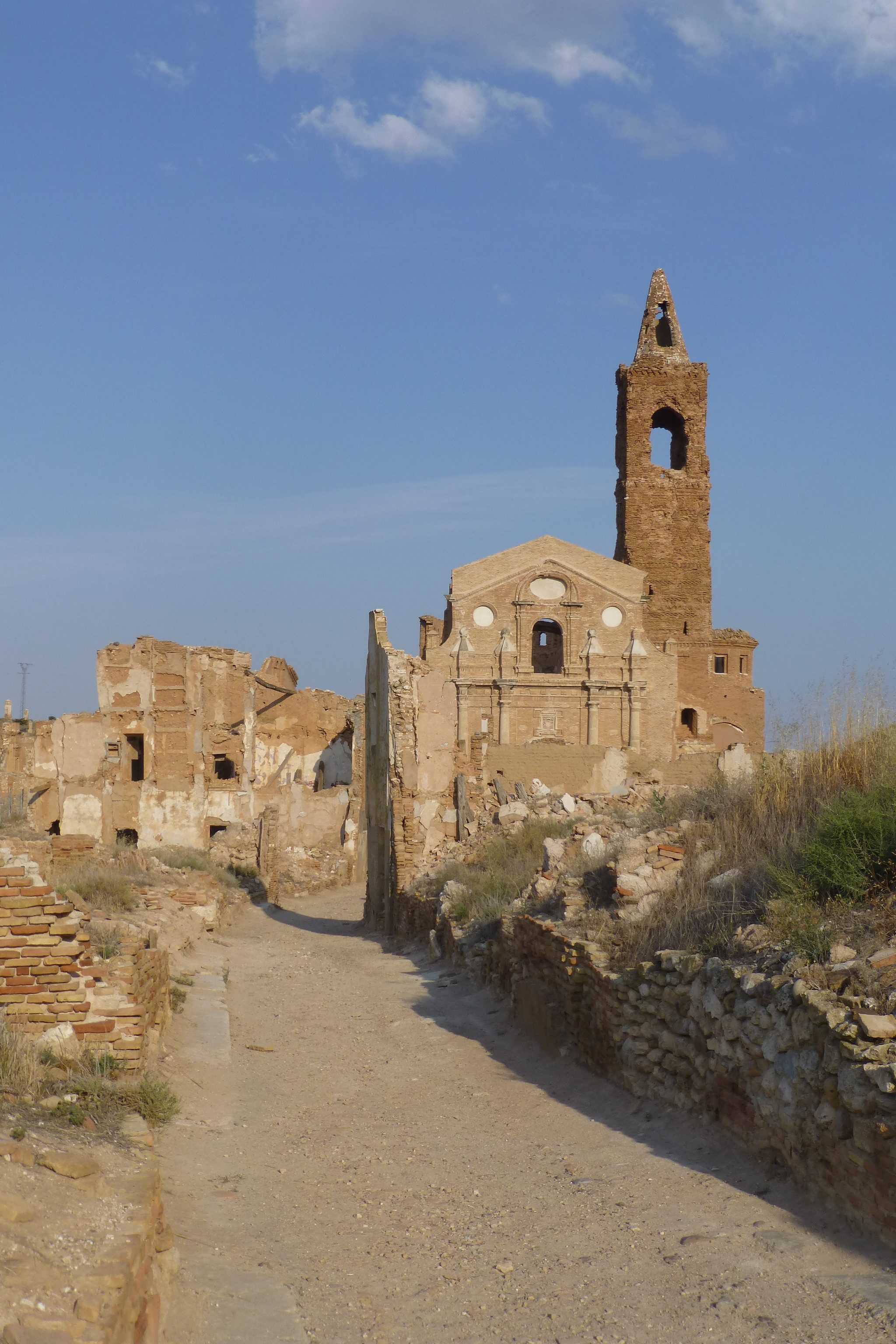
Pueblo viejo, iglesia de San Martín de Tours

Como consecuencia de la guerra civil española el pueblo quedó muy dañado. El régimen franquista decidió no reconstruir el pueblo y dejarlo como símbolo de la «victoria nacional» y prueba de la «barbarie Roja». Para ello prohibió cualquier obra de mejora o reparación, solo se podían realizar pequeños apaños fácilmente removibles, y se emprendió la construcción de un nuevo pueblo que pasó a denominarse "el nuevo Belchite" en contraposición con el hasta entonces Belchite que se denominó el pueblo viejo. En 1954 se inauguró, con la presencia de Franco, la nueva urbanización que comenzó a acoger a los vecinos que hasta entonces residieron en las viejas casas dañadas por la guerra y en los pabellones del campo de concentración "la pequeña Rusia" en el que también se alojaron los presos que trabajaron en la construcción del nuevo pueblo. No fue hasta 1964 cuando fueron realojados todos los vecinos del pueblo viejo. El pueblo viejo fue poco a poco despojado y derruido, se recogió munición y elementos de forja como chatarra, tablones y maderas, así como elementos de cantería para otras construcciones que se realizaban en el pueblo nuevo o para labores del campo. Las ruinas del pueblo viejo se han cercado y se comenzaron a estabilizar para realizar visitas turísticas guiadas. Reciben más de 10 000 personas al año.
Tras la guerra la población de Belchite, cuyo censo en 1935 era de más de 3100 habitantes, se queda en el entorno de los 1500 habitantes.

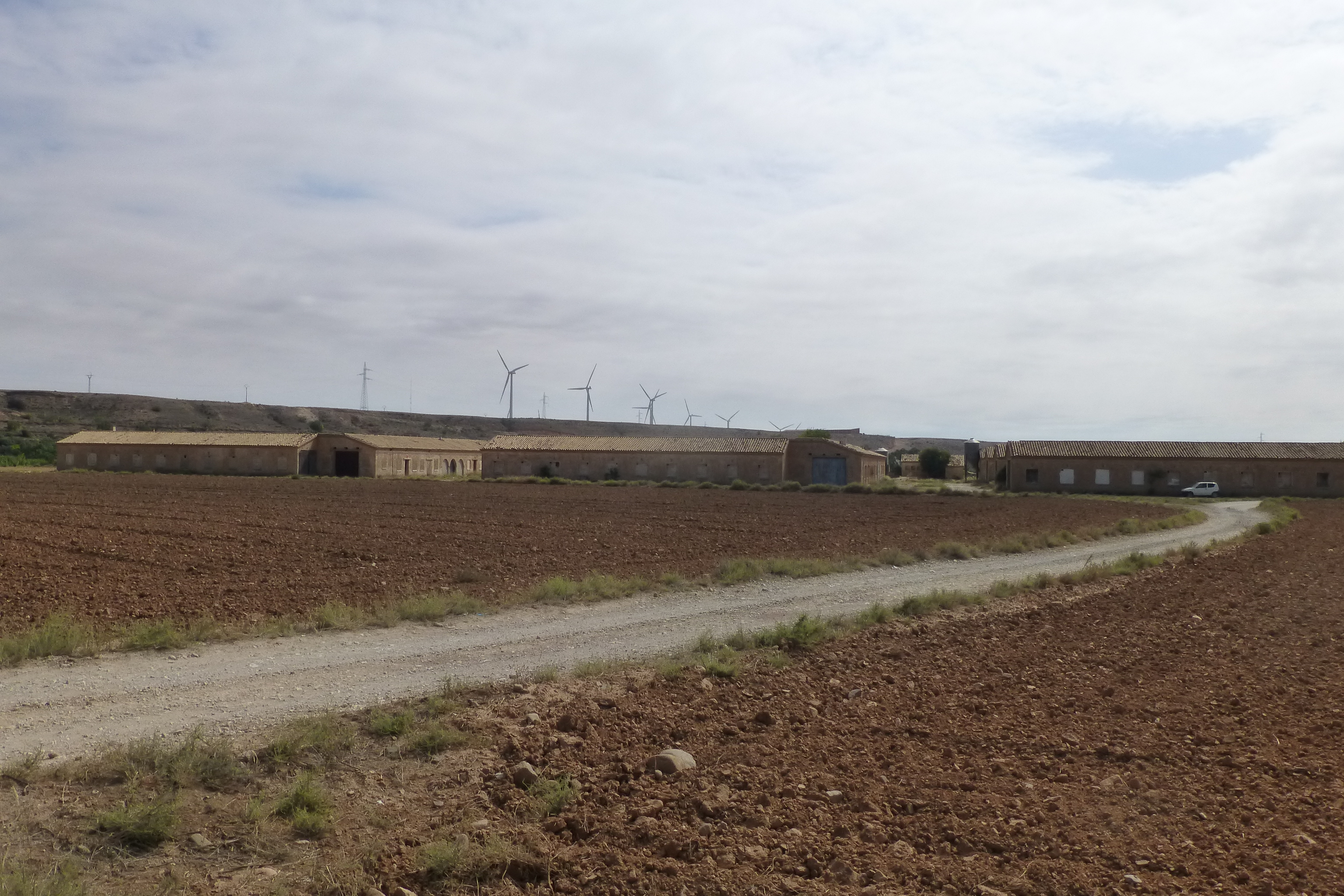
Vista general de los barracones de "la pequeña Rusia"

Las necesidades de alojamiento creadas por los destrozos de la guerra y de dar cobijo a los prisioneros que iban a trabajar en las obras de construcción del Pueblo Nuevo, un destacamento de un millar de hombres, dieron lugar a la construcción de un campo de barracones que fue conocido con el nombre de "Rusia" o, más popularmente, la "Pequeña Rusia" haciendo referencia a que los que estaban en él, familias de Belchite consideradas de izquierda y prisioneros republicanos. El campo permaneció abierto desde 1940 hasta 1945 y sus instalaciones, dedicadas después de su cierre a diferentes fines, especialmente agrícolas, se conservan ochenta años después.
El origen del campo tiene lugar en 1938 tras la caída del pueblo en manos de los nacionales. Auxilio Social construye 15 barracones donde son alojados vecinos considerados de izquierda que no habían abandonado el pueblo. Con el comienzo de las obras del Pueblo Nuevo pasa a alojarse allí el batallón de prisioneros republicanos obligados a trabajar en ellas. Las extremas condiciones de vida y trabajo a las que fueron sometidos provocaron la muerte de muchos de ellos.
El campo se ubicó en un meandro del río Aguasvivas cerca de la ermita de la Virgen de los Desamparados, en la carretera de salida del pueblo hacia Lécera, frente a las ruinas del antiguo seminario menor. Está formado por tres estructuras: un gran pabellón al que se adosan perpendicularmente otros cuatro. Tenía instalaciones varias como capilla y torre de vigilancia.

### La batalla de Belchite
En el verano de 1937 el mando republicano pone en marcha una ofensiva en el frente del Ebro con la intención de tomar Zaragoza y distraer tropas del frente del norte. Entre el 24 de agosto y el 6 de septiembre de 1937 se plantea la conquista de la población de Belchite, que estaba bien defendida.
La operación republicana no solo tenía razones de orden militar, sino también político, ya que el gobierno central estaba preocupado por la influencia de los anarquistas de la CNT en el Consejo Regional de Defensa de Aragón (el cual funcionaba en la práctica como un gobierno independiente) y de las columnas de milicianos de CNT y POUM en el frente de Aragón.

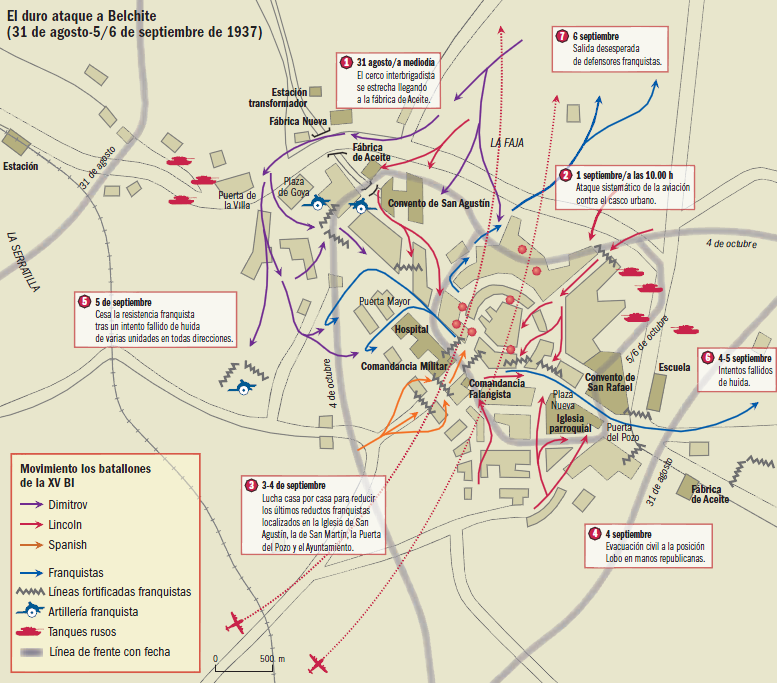
Mapa del asalto republicano a Belchite en agosto-septiembre de 1937.

El plan republicano era atacar simultáneamente por tres puntos fundamentales y cinco secundarios en dirección a Zaragoza en una franja central de 100 km entre Zuera y Belchite. El dividir las fuerzas atacantes entre siete puntos distintos tenía por objeto dificultar el contraataque franquista, así como ofrecer el menor blanco posible a los ataques aéreos.
Participan 80.000 hombres del recién formado Ejército del Este y las XI y XV Brigadas Internacionales; al mando de "Walter" (Karol Swierczewski), iba la 35.ª División, que ahora incluía la XV Brigada Internacional (británicos, canadienses y americanos); tres escuadrillas de la aviación republicana con Polikarpov I-16 (moscas), Polikarpov I-15 (chatos) (unos 90 aviones en total) y 105 carros T-26 soviéticos.
En los dos primeros frentes (norte y centro) solo se logró ocupar terreno vacío. En el frente sur las poblaciones de Quinto, Mediana y Codo estaban escasamente guarnecidas y cayeron en poder del ejército republicano el 26 de agosto, aunque las tropas republicanas de la 11.ª División (mandada por Enrique Líster) y de la 24.ª División gastan algunos días más en reducir los núcleos de resistencia del ejército sublevado que van quedando atrás, deteniendo el avance hacia Fuentes de Ebro.

#### Combates en Belchite
Las tropas de la 45.ª División Internacional, dirigidas por Emilio Kléber, llegaron a seis kilómetros de Zaragoza y amenazaron directamente la ciudad, pero no lograron lanzar un ataque contra ella. Mientras tanto, las Divisiones 11.ª y 35.ª se tuvieron que dedicar a eliminar un foco de resistencia en la localidad de Belchite, en torno a la cual se habían concentrado varios miles (entre 3.000 y 7.000 según las fuentes) de combatientes franquistas dirigidos por el comandante y alcalde de la población Alfonso Trallero.

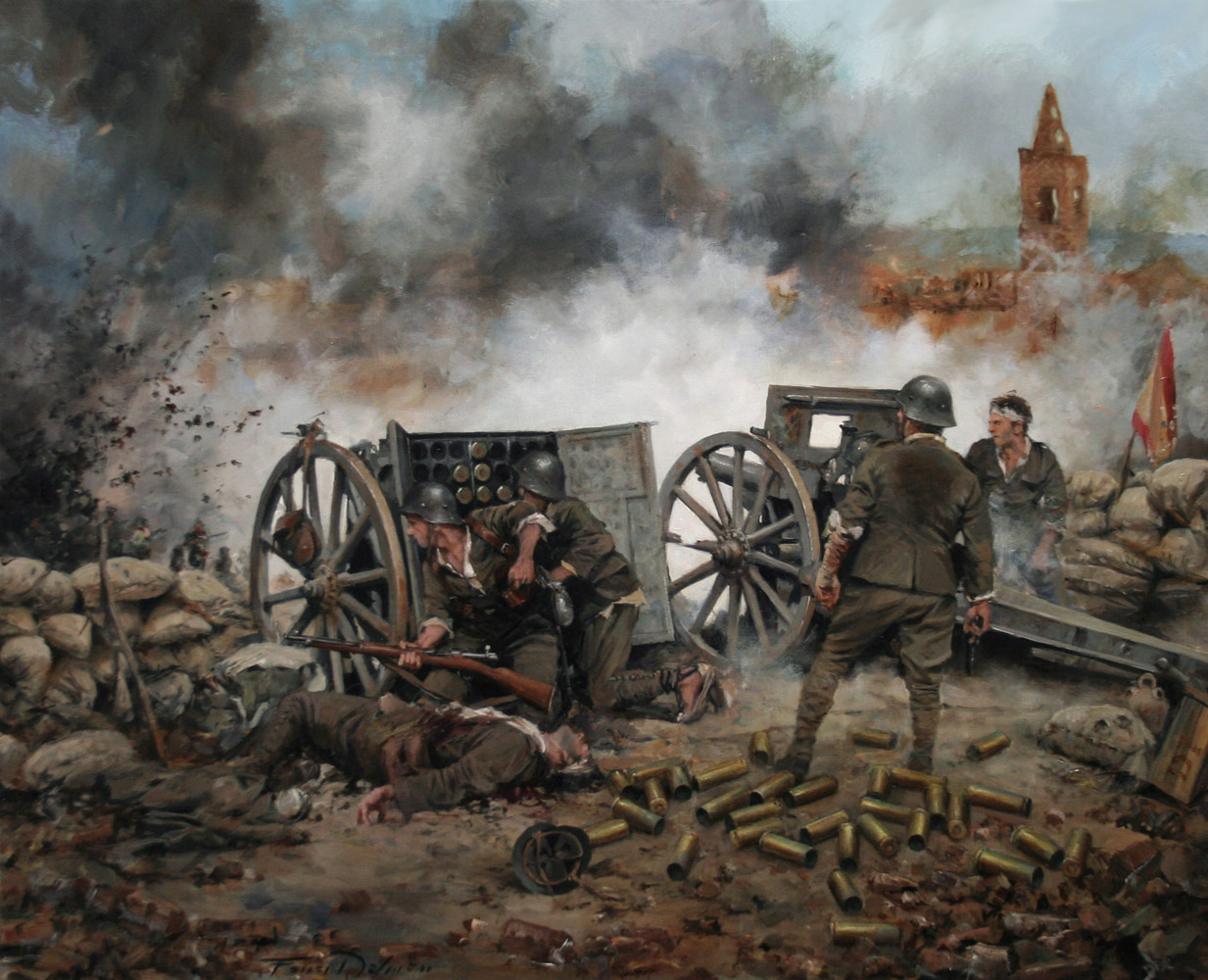
Al pie del cañón, cuadro que recrea la batalla de Belchite

Los primeros combates en torno a Belchite ocurrieron los días 24 y 25 de agosto. El día 26 la población quedó completamente cercada. Parapetados en fortificaciones de hierro y cemento y disponiendo de varios nidos de ametralladoras, los franquistas aprovecharon los edificios de Belchite para instalar su dispositivo cerrado de defensa, colocando sacos de arena como barricadas en las calles de la localidad, además de carros y escombros, todo ello para retardar el avance de las fuerzas republicanas que trataban de reducir la bolsa. Las tropas franquistas estaban bien pertrechadas para resistir un largo asedio, pero el Ejército republicano no podía permitirse perder tiempo y por eso decidió asaltar la ciudad. Se sucedieron duros combates callejeros en medio del intenso calor del verano aragonés. A los sitiados se les cortó el agua y la falta de comida y suministros médicos empezó a hacerse notar a medida que la intensidad de la lucha aumentaba.
El asalto final le fue encomendado a la XV Brigada Internacional. El 31 de agosto los brigadistas lograron llegar a la fábrica de aceite. Al día siguiente la aviación republicana atacó sistemáticamente el casco urbano; El 3 y el 4 de septiembre tuvieron lugar combates casa por casa en los que fueron cayendo los últimos reductos franquistas. En la madrugada del día 5 al 6 los últimos defensores que resistían en el ayuntamiento intentaron la huida a la desesperada. Unos trescientos consiguieron cruzar las líneas republicanas y de ellos unos ochenta llegaron a Zaragoza. El alcalde-comandante Trallero murió en los combates mientras manipulaba un mortero en la Plaza Nueva, así como otros vecinos de la localidad.
Las tropas franquistas lanzaron desde Zaragoza una contraofensiva el 30 de agosto para socorrer Belchite, pero fue detenida por la 45.ª División de Kléber y no logró, por tanto, evitar que la localidad cayera en poder del Ejército Popular de la República.

### El pueblo nuevo creado en la postguerra
La toma de Belchite por las tropas franquistas en marzo de 1938 da paso a la tregua y, tras el fin de la guerra, el planteamiento de la reconstrucción.
La ley del 23 de septiembre de 1939 determinaba que todas las poblaciones que hubieran sufrido una destrucción del 75% serían "adoptadas por Franco". Belchite, junto con Teruel, fueron declarados "Pueblos adoptados por el caudillo" por el decreto del 7 de octubre de 1939, siendo las dos primeras localidades en tener esta distinción. Antes, el 26 de enero de 1939, el ayuntamiento de Belchite cambió el nombre del pueblo, denominándolo "Belchite de Franco" y el 6 de febrero el alcalde en persona comunicó a Franco el "más sincero agradecimiento de los vecinos por el interés de demostrado a su favor". La relación de las autoridades municipales con los responsables del régimen franquista fue excelente; muestra de ello es que el 7 de octubre de 1945 se mantuvo el régimen especial que gozaba la localidad y en la reunión de los alcaldes de las 118 localidades "adoptadas" con Franco en Madrid el 28 de julio de 1940 el portavoz de todas ellas fue el alcalde de Belchite.
Belchite, convertido así en símbolo de la Victoria, pasó a su reconstrucción. El coste no solo fue asumido por la administración, sino que se registraron numerosas donaciones particulares, entre las que destaca la del Ayuntamiento de Zaragoza que realizó la compra de los terrenos en los que se asentaría el nuevo pueblo. La compra se realizó por 57.969 pesetas, que era el 34% del valor de las indemnizaciones a los propietarios de esos terrenos. Esta decisión se tomó el 27 de junio de 1939, justificada porque "gracias a la resistencia heroica y prolongada fue contenida la avalancha marxista contra la capital de Aragón".
En junio de 1939 se publica un oficio en el que se expresa la prohibición para ejecutar obras de reparación en los edificios dañados por la guerra. En abril de 1940 se publica en la revista "Reconstrucción" un artículo que manifiesta la intención de no proceder a la reconstrucción de la población, sino la de dejarla con los daños de la guerra y construir a su lado una nueva trama urbana, un nuevo pueblo. La intención, como se manifiesta en el artículo titulado "El símbolo de los dos Belchites", es la de escenificar el símbolo de dos épocas y de dos sistemas políticos distintos 

Junto a las piedras heroicas del viejo Belchite va a alzarse la traza cordial y acogedora del Belchite nuevo; junto a los escombros, la reconstrucción; junto al montón de ruinas que sembró el marxismo como huella inequívoca de su fugaz paso, el monumento alegre de la paz que la España de Franco edifica. .../... Para memoria eterna de los que allí cayeron y ejemplo y acicate de las generaciones del mañana, nuestro Caudillo Franco ha querido que las ruinas gloriosas de Belchite queden en el prestigio intacto de su dolor actual. Pero, al pie de ellas, una nueva ciudad, trabajadora y limpia, bullidora y moderna, pregonará a las gentes el ímpetu de un pueblo que, sobre los escombros de una España caduca, afirma su decisión inquebrantable de construir un Imperio.

A finales de mayo de 1940 se pone, con presencia del Ministro de la Gobernación, Ramón Serrano Súñer, la primera piedra del Pueblo Nuevo. Las obras serían inauguradas el 13 de octubre de 1954 aunque las obras continuarían hasta desaparecer el organismo de Dirección General de Regiones Devastadas que las llevaban a cabo.
En un primer momento se asigna la reconstrucción de Belchite a las oficinas centrales de Madrid. Se tiene en cuenta, además del simbolismo que se le otorgaba, el complicado trazado del pueblo antiguo y el desescombro que hacían que el gasto fuera superior a la construcción de una nueva trama urbana en otra ubicación cercana. Se decide, tras varios estudios, realizar la nueva construcción entre el borde de la carretera de Cariñena a Escatrón e inmediata a la estación del ferrocarril de Zaragoza a Utrillas. Se plantea construir viviendas y servicios para unos 3500 habitantes con una dedicación principal en la agricultura.
La filosofía de Regiones Devastadas no era la reconstrucción de las poblaciones de forma similar a la trama urbana existente antes de la destrucción, sino la mejora de la urbanización buscando una adecuada “educación social”. La ordenación que se plantea recuerda a la de los pueblos de colonización promovidos por el Instituto Nacional de Colonización, calles amplias y plazas realizando tres tipos de viviendas para tres diferentes poderes adquisitivos. Aprovechando el estaque existente, que lo alimenta una acequia romana, construyó un parque como pulmón verde de la población. Se aprovechan todas las líneas de suministro de agua, energía y comunicaciones así como las vías de comunicación ya existentes. Roque Andrana, ingeniero jefe de las obras de Belchite, expresó que el objetivo era hacer "un pueblo modelo" que correspondía con una política de repoblación que constituía una norma equitativa y cristiana. El modelo estaba basado en el racionalismo de Piecentini, desarrollando la trama urbana en torno a un centro cívico y siguiendo unos ejes direccionales que estructuraban su desarrollo. En una amplia superficie, 45 Ha se planteó una construcción de baja densidad y volumetría con edificios de una o dos plantas con patio. El tratamiento hidráulico fue importante, por el significado del agua en un área de secano y su relación con el desarrollo económico y social, por ello se construyó un depósito abierto entre el pueblo nuevo y el viejo y un parque a su alrededor. Se concibieron tres espacios; uno cívico, otros religioso y otro público. El cívico nucleado en tormo a la plaza central, el religioso en torno a la iglesia parroquial y el público en torno a la sede de Falange con un amplio espacio para desfiles y actos. Dos amplias vías, que se cortan perpendicularmente, unen los tres espacios, la "procesional" entre el monumento a los Caídos, antiguo calvario, y la entrada a la población y la del comercio donde se plantaba la vida social de la población.
Se decidió mantener un estilo arquitectónico basado en el viejo pueblo y las tradicionales casas aragonesas, con ladrillos cara vista, además de su idoneidad para el fin perseguido (se construyó una fábrica de ladrillos ex profeso para la obra). Se ordenan varios sectores, en el centro de la población se ubica el núcleo rector, y a su lado en las áreas de comercio y administración. Rodeando este núcleo se ubican las áreas residenciales con viviendas para agricultores, y tras ellas las áreas reservadas a los servicios. Una calle central une el centro con la plaza donde se ubica la casa consistorial, la biblioteca pública y el casino, con un edificio para el recreo y actividades deportivas y culturales. A la altura de la plaza y a un lado de la calle principal, cerrando todo el entorno, se sitúa la iglesia, parroquia de San Martín, que es un gran edificio que se remata con una torre de 47 metros de altura que acaba en un templete. Este edificio, diseñado por el arquitecto Manuel Martínez de Ubago en 1949, está realizado en estilo neorrománico combinando el ladrillo cara vista con la piedra. La plaza mayor se dota en su centro de un sencillo monumento con las palabras con las que Francisco Franco prometió la construcción del nuevo Belchite y las fechas de la promesa y su cumplimiento 

Yo os juro que sobre estas ruinas de Belchite se edificará una ciudad hermosa y amplia como homenaje a su heroísmo sin par. Franco.

 Este monumento fue retirado tras la vuelta a la democracia. En el entorno de la plaza se sitúa el edificio del Banco de España y el Centro Secundario de Higiene.
Sobre la carretera, y cerca de la estación del ferrocarril y autobuses, se sitúa la casa cuartel de la Guardia Civil. En la zona perimetral se ubican dos centros escolares y el convento de San Rafael de las Reverendas Madres Dominicas. Cerca de las escuelas se construyen las casas de los maestros que se hacen como casas unifamiliares.
Al norte del núcleo urbano se construyó la Granja Escuela de la Sección Femenina de F.E.T. y de las J.O.N.S. que fue obra de Antonio Chóliz en 1942.
Como centros de barriada se construyen pequeñas plazas y al sur del núcleo urbano un parque con un estanque alimentado por la acequia romana que rodeaba el pueblo viejo. Al este se coloca el área deportiva.
Las viviendas son de una o dos alturas con corral y zona de servicio agrícola (la distribución de la superficie es de 50 a 70 m² a vivienda, quedando para corral y usos agrícolas entre 150 y 180 m²). En la vivienda se distribuyen los siguientes servicios cocina, comedor, tres dormitorios, aseo y despensa las más simples y cocina, recocina, despensa, comedor-estancia, cuarto de baño y un número variable de dormitorios (un mínimo de tres, puesto que se estableció el número de cinco como módulo de miembros de una familia). Las casas destinadas a comerciantes y funcionarios incorporan locales de comercio y almacén en sus bajos. Se construyeron unas 700 viviendas.
Junto a la nueva re-urbanización se reconstruyó el santuario de Nuestra Señora del Pueyo, alejado del pueblo, lugar de devoción local y meta de romerías.
El pueblo viejo, en el que siguió residiendo gente hasta 1964, fue abandonado totalmente, aunque estaba prohibida la reparación de los daños de la guerra, algunos vecinos emprendieron trabajos de rehabilitación en sus viviendas y otros edificios. Ese abandono fue el origen para su expolio al reutilizarse gran parte de sus materiales para las nuevas viviendas y otros usos, así como para reciclaje (en especial la chatarra).

Pueblo viejo, iglesia de San Martín de Tours. Visita turística

## Demografía
Belchite cuenta con una población de 1509 habitantes (INE 2024).
| Gráfica de evolución demográfica de Belchite entre 1842 y 2021                                                      |
| |
| Población de derecho según los censos de población del INE Población de hecho según los censos de población del INE |

## Economía

### Sector primario
Basado en la agricultura y la ganadería. En la agricultura destaca el olivo, los cereales y almendros. La ganadería se centra en los ganados porcino, avícola, ovino y bovino.
Hay una actividad minera relevante centrada en la producción de Carbonato Cálcico de extremada pureza y blancura.

### Sector secundario
Destaca la producción de aceite de oliva el cual cuenta con la Denominación de origen Bajo Aragón. Había una fábrica de cableado para automóviles (ahora cerrada).

## Administración y política
| Período             | Alcalde                                         | Partido |  |
| ------------------- | ----------------------------------------------- | ------- |  |
| 1979-1980 1980-1983 | José María Beltrán Pérez Fernando Salas Navarro | PAR UCD |  |
| 1979-1980 1980-1983 | José María Beltrán Pérez Fernando Salas Navarro | PAR UCD |  |
| 1983-1987           | Domingo Serrano Cubel                           | PAR     |  |
| 1987-1991           | Domingo Serrano Cubel                           | PAR     |  |
| 1991-1995           | Domingo Serrano Cubel                           | PAR     |  |
| 1995-1999           | Domingo Serrano Cubel                           | PAR     |  |
| 1999-2003           | Domingo Serrano Cubel                           | PAR     |  |
| 2003-2007           | María Ángeles Ortiz Álvarez                     | PSOE    |  |
| 2007-2011           | María Ángeles Ortiz Álvarez                     | PSOE    |  |
| 2011-2015           | María Ángeles Ortiz Álvarez                     | PSOE    |  |
| 2015-2019           | Carmelo Pérez                                   | PP      |  |
| 2019-2023           | Carmelo Pérez                                   | PP      |  |
| 2023-act.           | Carmelo Pérez                                   | PP      |  |

| Partido político    | Partido político                                   | 2003   | 2007   | 2011   | 2015   | 2019   | 2023   |
| Partido político    | Partido político                                   | Ediles | Ediles | Ediles | Ediles | Ediles | Ediles |
|                     | Partido Popular de Aragón (PP)                     | 2      | 2      | 3      | 4      | 5      | 5      |
|                     | Partido de los Socialistas de Aragón (PSOE-Aragón) | 6      | 6      | 5      | 4      | 3      | 2      |
|                     | Vox                                                | —      | —      | —      | —      | —      | 2      |
|                     | Partido Aragonés (PAR)                             | 1      | 1      | 1      | 1      | 1      | 0      |
|                     | Chunta Aragonesista (CHA)                          | 0      | 0      | —      | —      | —      | —      |
| Total de concejales | Total de concejales                                | 9      | 9      | 9      | 9      | 9      | 9      |

## Servicios
El sector servicios está asentado en el turismo, que tiene como elemento clave las visitas guiadas al pueblo viejo y al Belchite actual. Restauración, hostelería, biblioteca y casa cultural.

## Cultura

### Patrimonio

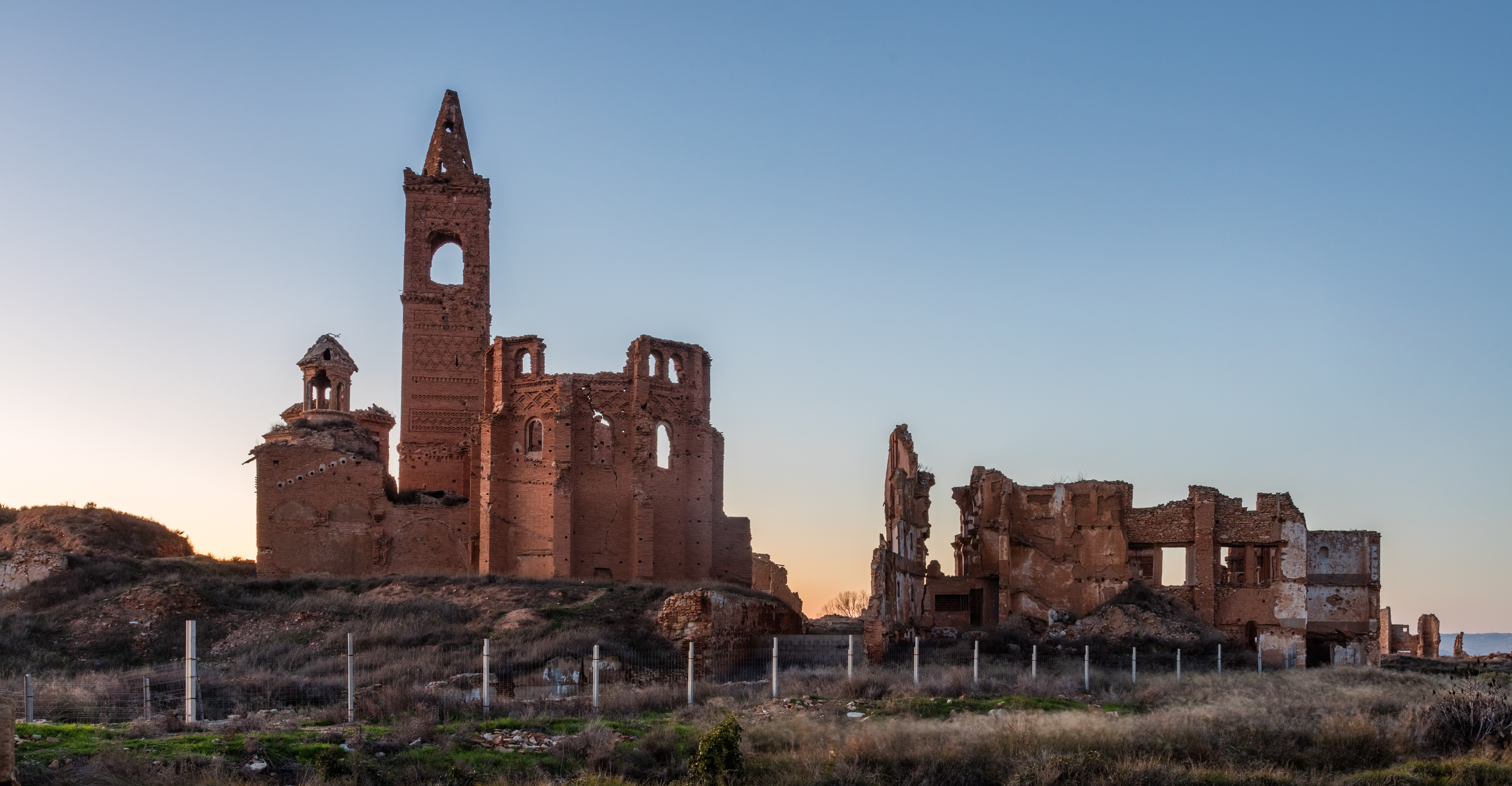
El pueblo viejo durante la puesta del sol

- Ruinas del pueblo viejo, destruido por la Guerra Civil de 1936 y su posterior abandono.
- Museo Etnológico.
- Santuario de Nuestra Señora del Pueyo.
- Ruinas de la Iglesia de San Martín de Tours, mudéjar (Siglo XIV).
- Ruinas de la Torre del Reloj (antigua Iglesia de San Juan) (Siglo XVI).
- Ruinas del Convento de San Rafael (Hermanas Dominicas) (Siglo XVIII).
- Ruinas del Convento de San Agustín (Hermanos Agustinos) barroco (Siglo XVIII).
- Arco de la Villa (restaurado en diciembre de 2008).
- La pequeña Rusia. Campo de barracones hecho para alojar a los prisioneros del bando republicano que trabajaron en la construcción del "pueblo nuevo" y algunas familias consideradas de "izquierdas".

### Fiestas
- Fiestas patronales: Martes siguiente al Domingo de Resurrección, en honor de la patrona de la localidad, Nuestra Señora del Pueyo.
- 10 de agosto, San Lorenzo.
- 14 de septiembre, en honor a la Exaltación de la Santa Cruz (fiestas mayores).
- 11 de noviembre, en honor de San Martín de Tours.

### Belchite en la cultura popular

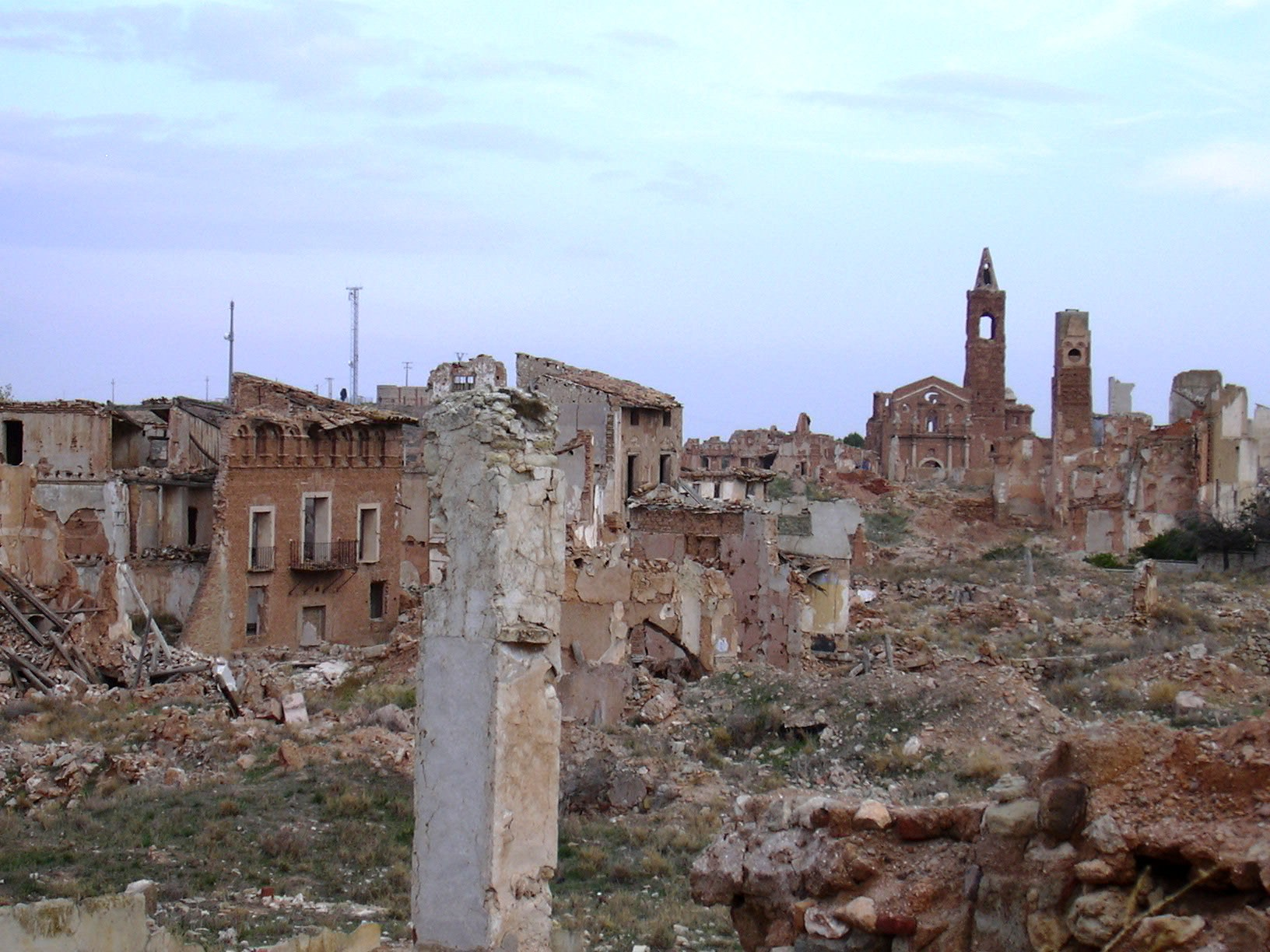
Por sus características, Belchite ha sido escenario de diversos rodajes cinematográficos. Vista general del pueblo en ruinas.

En el pueblo se ambienta la obra de teatro ¡Ay, Carmela!, de José Sanchis Sinisterra.
En la villa, dada su peculiaridad arquitectónica e histórica y el escenario que suponen sus ruinas, se han rodado numerosas películas:
- Alas negras Documental sobre la guerra civil española (1937).
- Belchite Documental sobre la guerra civil española (1938) dirigido por Andrés Pérez Cubero.
- Mecanoscrit del segon origen, serie televisiva basada en la novela de ciencia ficción del mismo nombre (1974), de Manuel de Pedrolo producida y emitida en TV3 en las navidades de 1985 y repuesta en el verano de 1987.
- Las aventuras del Barón Munchausen (The Adventures of Baron Munchausen), una coproducción del Reino Unido y Alemania dirigida por Terry Gilliam (1988).
- Vaya día Serie Televisiva dirigida en 1995 por Albert Boadella.
- Ella está enfadada Director Juanjo Giménez Peña (1995).
- La mirada oblicua Director Jesús Monllao (2000).
- Extranjeros de sí mismos Directores José Luis López-Linares y Javier Rioyo (2000).
- Jinetes en la tormenta (Los Mecánicos de la Naranja) (2001) El ambicioso cortometraje bélico de Pablo Aragüés.
- Buen viaje, Excelencia Director Albert Boadella (2003).
- El otro lado Director Óscar Parra y Mario Bravo (2004).
- El laberinto del fauno Director Guillermo del Toro (2005).
- 14 días. La batalla de Belchite Documental realizado por estudiantes del CPA-Salduie (2006).
- Mundo Perro Director Roberto Valtueña (2007).
- Exclusive edit Belchite de Mónica Naranjo. Videoclip y remixes para el álbum TARÁNTULA (2008).
- El Reto de Robbie Serie de internet protagonizada por The Koss (2009).
- El expediente Belchite Director Óscar Parra de Carrizosa (2013).